# آنتی پاپ هراکلیوس
آنتی پاپ هراکلیوس (انگلیسی: Antipope Heraclius؛ رومی بود که در سال ۳۱۰ با انتخاب پاپ یوسبیوس (پاپ) مخالفت کرد و عنوان ضد پاپ یا پادپاپ را برای او به ارمغان آورد. تمام آنچه از هراکلیوس می‌دانیم در سنگ نوشته‌ای که پاپ دامازوس برای یوسبیوس نوشته‌است ظاهر می‌شود. هراکلیوس و یوسبیوس در مورد سیاستی که باید در قبال مسیحیانی که در طول آزار و شکنجه ایمان خود را از دست داده بودند، اختلاف نظر داشتند. سنگ نوشته داماس در این مورد مبهم است که آیا موضع هراکلیوس این بود که لاپسی‌ها باید مجدداً در کلیسا پذیرفته شوند بدون اینکه آنها را مجبور به انجام توبه کنند، یا اینکه اصلاً نباید دوباره پذیرفته شوند.